# پل پاتنر
پل پاتنر (انگلیسی: Paul Putner؛ زادهٔ ۱۹۶۶ میلادی) کمدین و بازیگر اهل بریتانیا است.
از فیلم‌ها یا مجموعه‌های تلویزیونی که وی در آن‌ها نقش داشته است، می‌توان به بریتانیای کوچک، شان می‌میرد، افسانه‌های واهی و دانتون ابی اشاره نمود.